# Officine Meccaniche (azienda)
La Officine Meccaniche è stata un'azienda italiana specializzata nella produzione di veicoli, particolarmente di autocarri e mezzi ferrotranviari. Dopo la scomparsa del marchio negli altri settori di attività, l'ultima divisione OM, dedicata alla produzione di carrelli elevatori, fu acquisita da Kion Group, confluendo prima in Linde e poi in Still, che ne cessò l'uso del marchio.

## Storia
Le origini dell'azienda risalgono alle Officine meccaniche Grondona, fondate nel 1847 da Felice Grondona, società costruttrice di carrozze ferroviarie, rilevata dalla Miani e Silvestri nel 1899, dando vita alla Società Anonima Officine Meccaniche (già Miani Silvestri & C. – A. Grondona, Comi & C.) con sede a Milano in via Vittadini, in Porta Vigentina.
Il 1º ottobre 1917 i fratelli Züst cedettero a loro volta la propria azienda, la Brixia-Züst, specializzata dal 1906 nella produzione di veicoli automobilistici (quale ramo della Züst), conferendo alla "OM" il relativo stabilimento bresciano.

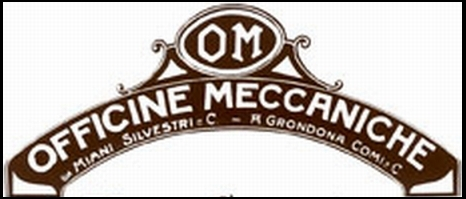
OM Officine Meccaniche Miani e Silvestri & C. - A. Grondona Comi & C.

Nel periodo tra le due guerre mondiali l'attività della OM fu molto intensa e indirizzata anche al mondo delle gare automobilistiche: nel palmarès della casa si annoverano le vittorie alla Mille Miglia e alla 24 Ore di Le Mans.

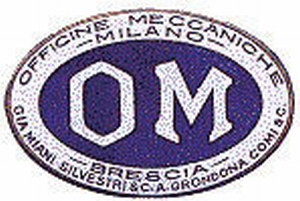
OM Officine Meccaniche - Milano - Brescia già Miani e Silvestri & C. - A. Grondona Comi & C.

Nel 1922 l'azienda iniziò la collaborazione con la M.A.I.S. di Suzzara in provincia di Mantova (fondata nel 1919 e operante negli stabilimenti ex Casali) per la vendita di locomobili e motori fissi ad uso agricolo.
Nel 1933 la società, in crisi di liquidità, entra a far parte del Gruppo Fiat, cessando di li a poco la produzione di automobili.
Nel 1937 vengono unificati gli stabilimenti OM di Brescia, di Milano e di Suzzara, creando tre settori:
- autobus e autocarri;
- materiale ferroviario, macchinari e trattori agricoli, carrelli elevatori e motori marini;
- motopompe e impianti di refrigerazione.

Negli anni trenta alcuni autocarri prodotti sono i classici "musoni", equipaggiati con motori a gasolio e costruiti su licenza della svizzera Saurer.

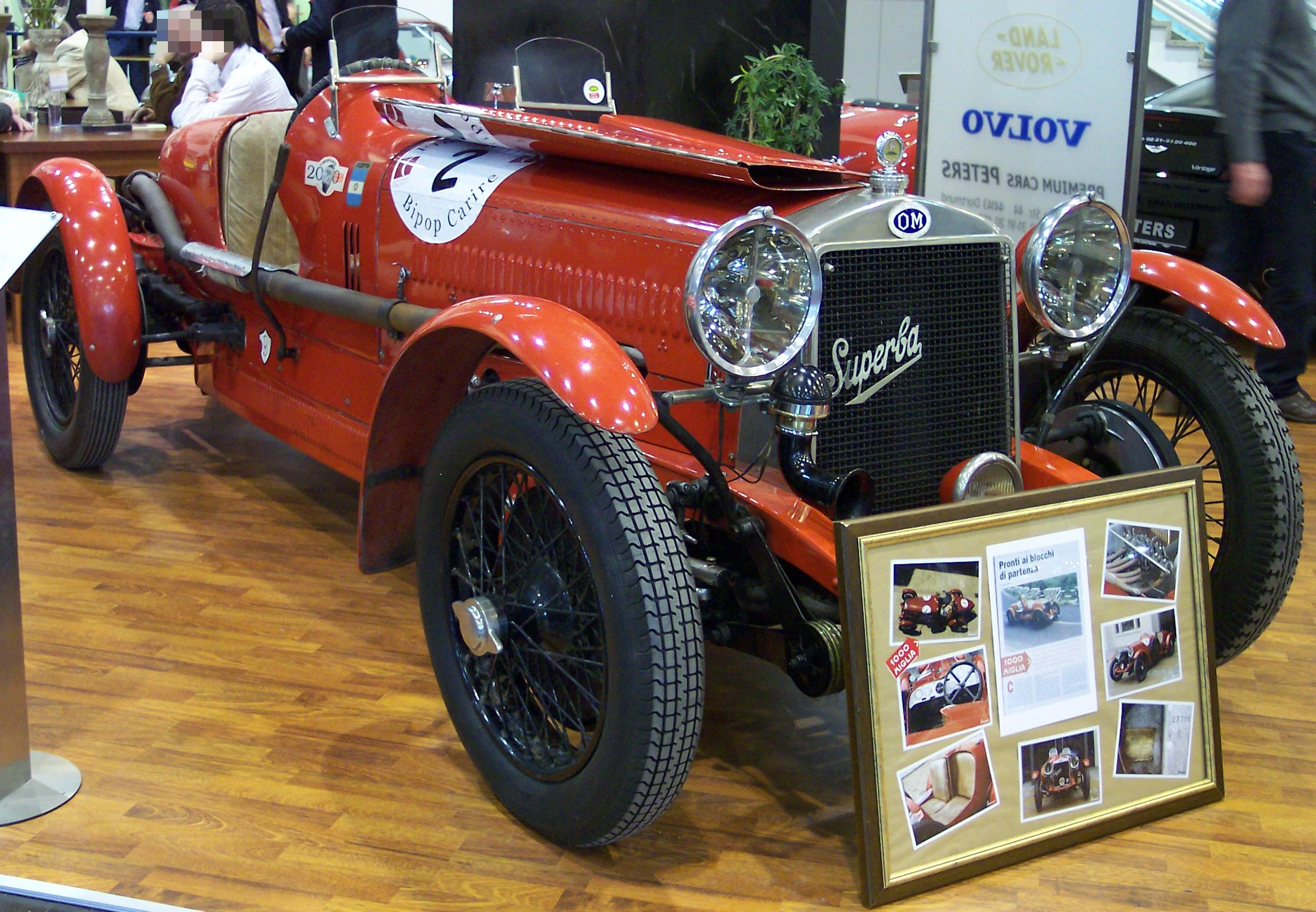
La 665 "Superba"

Il dopoguerra vide la OM massicciamente impegnata nella produzione di autocarri, autobus e veicoli ferroviari in generale. Dagli anni cinquanta i nuovi camion vengono denominati con nomi di origine zoologica, come il capostipite OM Leoncino.

L'OM Tigrotto del 1958

Nel 1951 la OM produce il primo carrello elevatore dotato di motore a combustione interna.
Nello stesso anno viene fondata a Luzzara la Piccola Industria MEccanica a Sud del PO (PIMESPO), produttrice di carrelli da magazzino.
Nel 1967 la casa cessò di essere una divisione indipendente dal punto di vista progettuale, entrando definitivamente nel Gruppo Fiat come parte integrante della Fiat Veicoli Industriali. Da allora iniziò la produzione dell'OM 170 in sostituzione del Titano e negli anni successivi la gamma di autocarri medi e leggeri venne modificata e rinominata con una serie numerica per ciascun modello, indicante la massa a pieno carico.
Nel 1970 viene costruito a Modugno (BA) un nuovo stabilimento che verrà successivamente ampliato nel 1977 e chiuso nel 2011 dopo l'unione con la Still.
Nel 1972 la gamma OM è definitivamente unificata a quella della Fiat Veicoli Industriali.
Tre anni dopo, nel 1975, nasce la nuova holding Iveco, che incorpora tutti i marchi produttori di autocarri del Gruppo Fiat, tra cui OM. Per alcuni anni il marchio OM resta comunque applicato sugli autocarri della serie numerica e su altri modelli, come ad esempio il Grinta (prima serie dell'Iveco Daily marchiata appunto OM).
Dopodiché; il marchio OM comparirà solo sui carrelli elevatori, prodotti dalla Fiat Carrelli Elevatori, divisione della neonata Iveco.
Nel 1992 la FIAT decide di cedere parte della società Carrelli Elevatori al gruppo tedesco Linde. Dal 2002 l'intero capitale azionario di quel che resta della OM passa alla Linde, che ne cambia il nome in OM Carrelli Elevatori S.p.A. Sparisce dunque qualsiasi riferimento alla Fiat Iveco, che esce definitivamente dall'azionariato dell'azienda.
Nel 2006 i tre marchi Linde, Still e OM, insieme al settore Hydraulics si riuniscono nell'unico Kion Group.

## Produzione

### Automobili

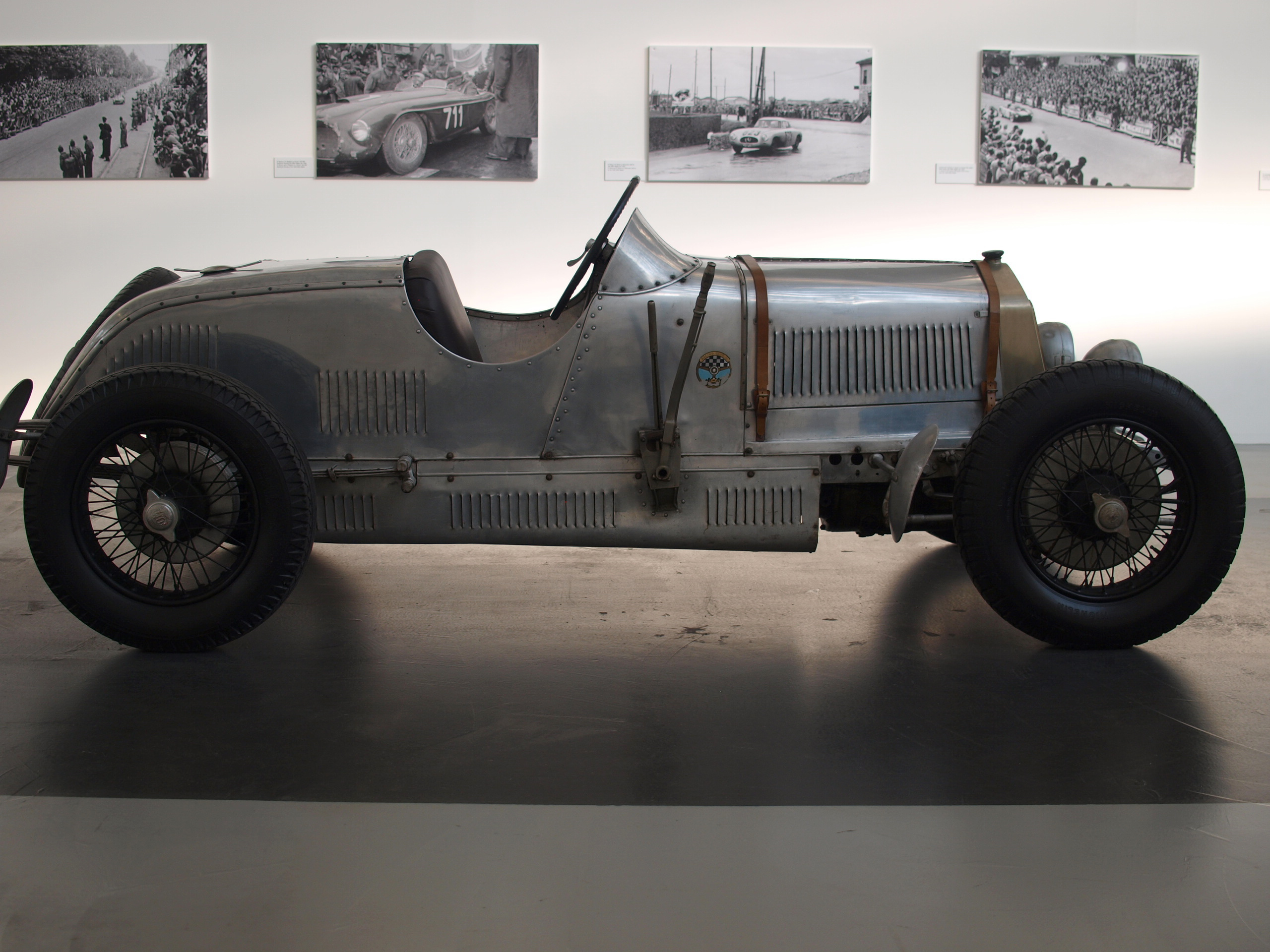
Una OM 469N

La prima autovettura fu la S 305 25/35 HP, da cui si notava l'influenza degli ultimi modelli della Zust.
Già con il secondo modello presentato l'anno successivo, la 469 12/15 HP, viene proposta una vettura che segna l'inizio di una originale carriera.
Importante è la 665 "Superba", una sei cilindri di due litri, vincitrice della prima edizione della Mille Miglia, nel 1927.

### Autocarri
Per quanto la produzione iniziale fosse indirizzata in quel periodo al mercato delle autovetture e dei mezzi ferroviari, la fama più recente della casa proviene dalla costruzione di autocarri.
Negli anni trenta vennero costruiti i classici "musoni", equipaggiati con motori a gasolio e costruiti su licenza della svizzera Saurer.
- OM Loc;
- OM Taurus;
- OM Ursus;
- OM Titano 137.

Nel dopoguerra, la gamma di autocarri OM venne rinnovata, presentando modelli dalle caratteristiche più raffinate, ad esempio introducendo la cabina avanzata.
Tra gli autocarri di grandi dimensioni l'Orione fu una delle primissime novità.
Nel 1950 venne lanciato il Leoncino, in sostituzione del Loc, ottenendo immediatamente un grande successo commerciale e diventando il capostipite di una serie di altri modelli medio-piccoli, tutti con nomi derivati dal regno animale.
Il Taurus 340 fu lanciato un anno dopo, per arrivare nel 1953 al Super Taurus. Questi, alla fine degli anni cinquanta, furono sostituiti da due modelli distinti: il Tigrotto del 1957 e il Tigre del 1958.
Nel 1955 il Super Orione subentrò all'Orione, migliorandone le caratteristiche tecniche. Dopodiché; esordì il Lupetto, presentato nel 1959.
L'autocarro pesante Titano sostituì, nel 1961 l'Orione e il Super Orione.
Per quanto riguarda la gamma dei camion medio-piccoli, arrivarono il Cerbiatto nel 1963, il Daino nel 1965 e infine l'Orsetto nel 1966.
Tra la fine degli anni sessanta e l'inizio degli anni settanta la produzione degli autocarri OM cessò di essere indipendente da quella della Fiat Veicoli Industriali, e tutti i modelli furono sostituiti con la nuova gamma, la cosiddetta OM serie numerica. Il marchio OM inizialmente rimase anche sulla gamma autocarri della Iveco, venendo dismesso dopo alcuni anni.

#### Autocarri a uso militare
Dagli anni trenta la casa partecipa alle commesse militari realizzando la Autocarretta OM.

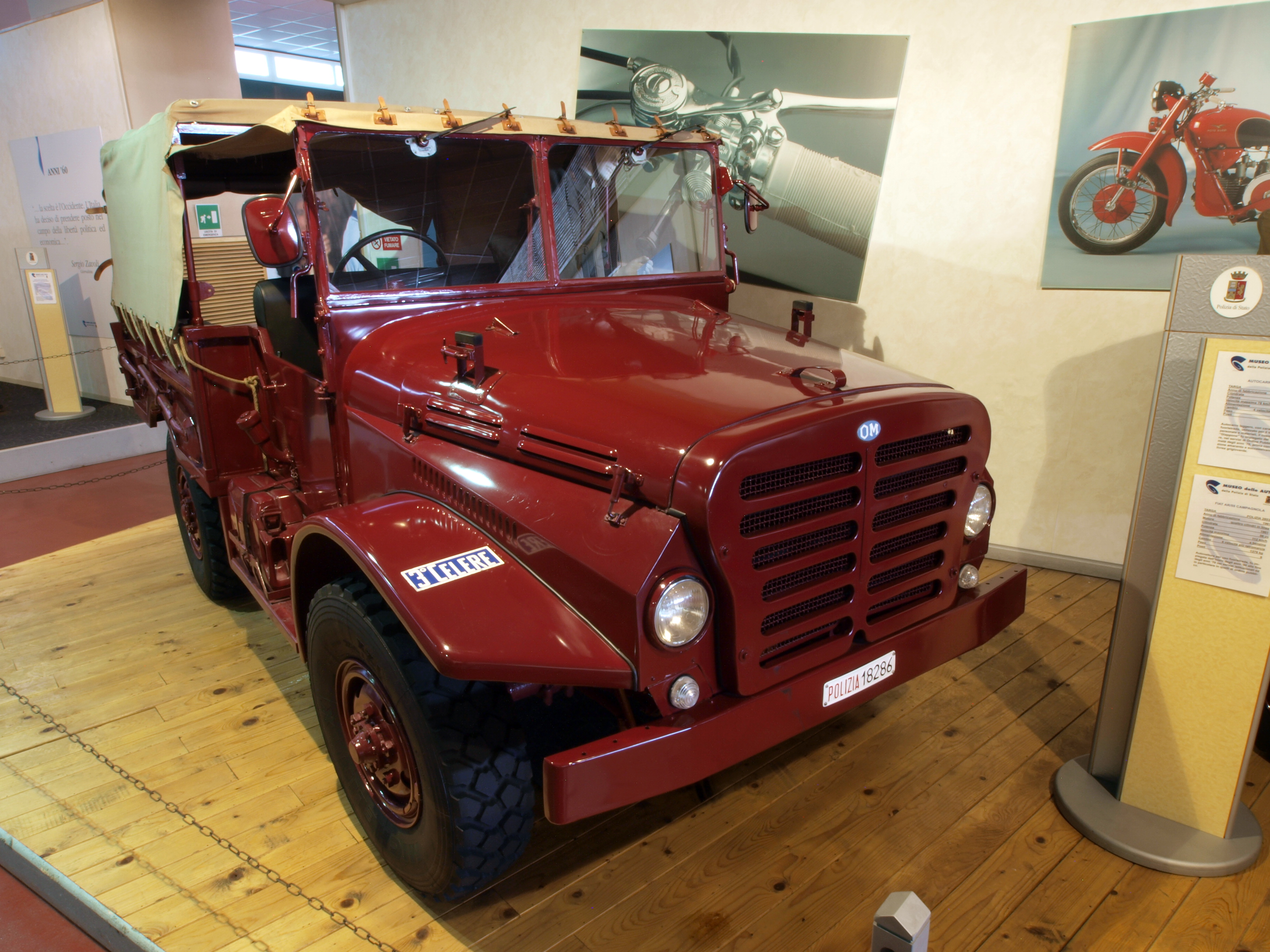
L'autocarro leggero CL52 in dotazione alla Polizia

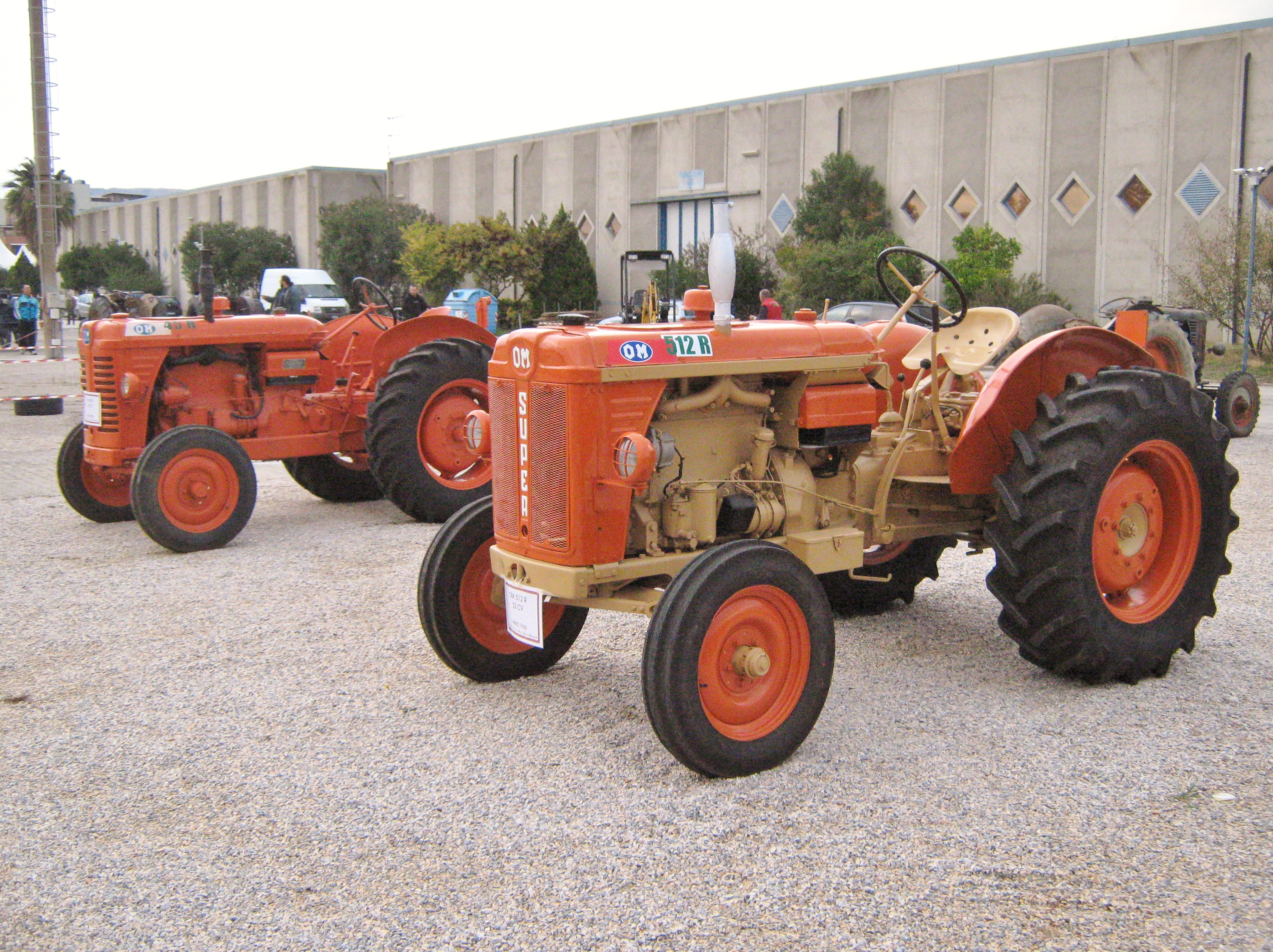
Trattori OM 512R e 45R

Nel dopoguerra l'attività si consolida costruendo autocarri somiglianti a quelli dell'esercito statunitense.
Quando l'esercito italiano commissionò la produzione della Camionetta leggera CL51 all'OM e alla Lancia, i progettisti dell'azienda usarono come base il Leoncino.
Dal 1952 al 1970 venne prodotto un veicolo a trazione integrale denominato Camionetta leggera CL52, ispirandosi ai veicoli da trasporto Dodge della seconda guerra mondiale: per questa somiglianza il mezzo era più noto con il nomignolo di "gippone". Venne largamente impiegato dai reparti mobili delle forze dell'ordine in servizio antisommossa.
L'autocarro militare OM 6600 Acp 56 era costruito su licenza USA per l'esercito italiano.
Un altro modello fu l'OM RM 61 "Tigrotto", derivato dall'omonimo autocarro civile e fornito in versione antitumulto, in due serie per i corpi di polizia. A partire dalla seconda metà degli anni settanta venne sostituito dagli OM dal 50 al 90, derivati dalla serie numerica.

### Macchine agricole
La OM entrò nel mercato delle macchine agricole grazie alla collaborazione con la MAIS (acronimo di Meccanica Agricola Industriale Suzzarese) con sede a Suzzara (MN).
In prima battuta attraverso una collaborazione strettamente commerciale fra le due aziende, la MAIS infatti era alla ricerca di motori robusti ed economici in grado di sostituire i poco potenti motori a benzina, sino ad allora impiegati per garantire la forza motrice alle proprie macchine agricole.
La OM vinse la sfida, rappresentata dalla blasonata concorrenza, in virtù dell'ottima reputazione che negli anni precedenti si era guadagnata, nel caso specifico, con le locomobili a vapore e a olio pesante, che la MAIS scelse per azionare i propri mezzi.
Fu così che a cavallo tra il 1921 e il 1922 la MAIS poté offrire ai propri clienti le prime Locomobili a vapore e a olio pesante OM, che in seguito gli permisero di divenirne concessionaria ufficiale per l'Italia.
Dopo un periodo di grandi successi, la MAIS entrò in una grave crisi finanziaria, che determinò nel 1931 il passaggio del 70% della proprietà alla OM.
In quegli anni, la OM era divisa in due grandi realtà produttive, il settore automobilistico con ragione sociale OM Fabbrica Bresciana Automobili e quello industriale con ragione sociale Anonima Officine Meccaniche Milano.
La Grande Depressione, ovvero la crisi finanziaria mondiale del 1929 colpì duramente la stessa OM, e vista la drammatica situazione economica del 1930, il Credito Italiano (la banca di riferimento della OM) offrì di cedere a FIAT il 50% del pacchetto azionario della OM Fabbrica Bresciana Automobili, con opzione per il restante 50% in cambio dei finanziamenti necessari a risanare l'azienda.
La FIAT entrò quindi in possesso, oltre che dello stabilimento bresciano, anche dei contratti per la produzione su licenza dei Motori diesel della Svizzera Saurer, di cui la OM era per l'appunto licenziataria e che all'epoca godevano di grande apprezzamento.
Nel 1931 il Credito Italiano venne nazionalizzato e questo consentì alla FIAT di acquistare dall'IRI la OM Milano Società Anonima, che era proprietaria a sua volta della MAIS, e fu così che FIAT si trovò ad essere proprietaria di fatto di tutti gli impianti produttivi OM, già dagli anni '30, pur consentendo alla OM di operare come società indipendente ed in piena autonomia sino al 1967.
Tra le macchine agricole, negli anni venti / trenta furono prodotti alcuni modelli di trattori a testa calda. Negli anni quaranta vennero costruiti, su licenza Case, due modelli a petrolio, tra cui il modello 2TM prodotto nel 1942.
Nel 1952 vengono presentati i trattori agricoli OM, una parte della gamma Fiat Trattori; infatti, in quegli anni, la Fiat costruiva solo i modelli da 25 cv e da 55 cv in su; il più venduto sarà il 35/40, modello con frizione a mano e motore diesel da 3770 cmq, prodotto anche come cingolato con il classico colore arancione Fiat.

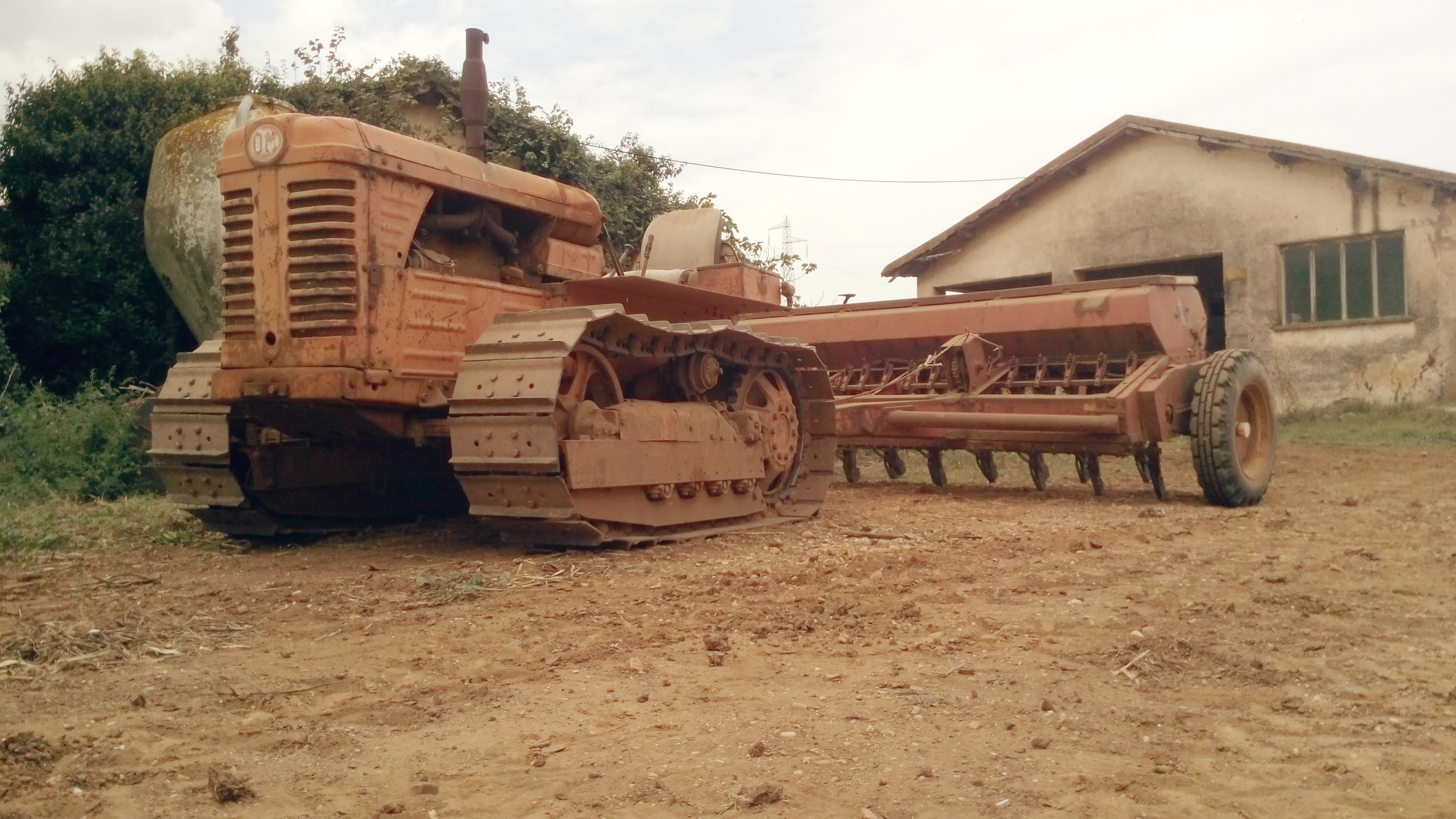
Trattore cingolato OM 50

Successivamente; uscì il 35/40R con la frizione a pedale e il 45R, di cui fu prodotta anche una versione cingolata denominata 45C. Nel 1958 fu la volta del 50R (costruito in pochissimi esemplari), seguito dal 512R e dal 513R. Dopodiché; debuttarono nel 1964 la serie Diamante, con i modelli 615 e 715 e nel 1968 la serie Nastro d'Oro, con i modelli 650, 655, 750 e infine 850. La OM scomparve dal mercato delle macchine agricole dopo la metà degli anni settanta, quando il polo industriale di Suzzara passò alla Iveco.

### Motori industriali
Considerati i buoni risultati ottenuti nell'ambito della commercializzazione di macchine agricole, negli anni trenta la OM rafforza la sua presenza nel settore dei prodotti destinati alle applicazioni industriali sviluppando, parallelamente alla Fiat Grandi Motori, motopompe e motori marini, spesso su richiesta di importanti aziende italiane.
Negli anni cinquanta l'attività si espande, raggiungendo fama anche nei paesi esteri. Dal 1965 nasce la Aifo, Applicazioni Industriali Fiat-OM, una joint venture che raggruppa le attività precedentemente gestite dai due marchi. Viene aperto a Pregnana Milanese (MI), all'interno dell'area ex Carraro, un nuovo stabilimento per la fabbricazione di motori speciali destinati alle applicazioni antincendio e che accoglierà successivamente la divisione motori marini e industriali del sito di Milano.
Nel 1975 Aifo diventa una divisione aziendale direttamente controllata da Iveco, prosegue il programma di ricerca e sviluppo verso nuovi prodotti, in sintonia con le nuove regole del mercato. L'azienda si distingue per la fornitura di propulsori destinati alle gare con barche a motore.
Negli anni novanta, attraverso le varie riorganizzazioni gestionali della Iveco, il marchio Aifo servirà solo come applicativo atto ad identificare gli impianti destinati ad alcune lavorazioni industriali speciali del Gruppo Fiat, venendo definitivamente abbandonato con la nascita di Iveco Motors e poi di FPT Industrial, nuova realtà industriale dedicata alla ricerca, sviluppo e produzione dei motori, sia nell'ambito dei veicoli che per impieghi industriali, oggi controllata da Iveco Group. La produzione di motori marini entrobordo è continuata nel sito di Pregnana Milanese fino all'estate 2021, quando l'impianto è stato chiuso e l'attività trasferita a San Mauro Torinese. Lo stabilimento di Pregnana Milanese è stato di fatto l'ultima fabbrica del Gruppo Fiat a chiudere nel territorio della città metropolitana di Milano. Dopo la dismissione dei vari reparti produttivi presso tale sede sono rimasti attivi per qualche tempo alcuni uffici di CNH Industrial e Iveco Group.

### Costruzioni ferroviarie

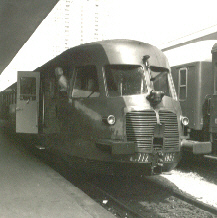
Automotrice ALn 772 costruita dalla OM insieme a Fiat

Tra le importanti attività della OM vanno ricordate le sue costruzioni ferroviarie, già consolidate per qualità e tecniche costruttive sin dai primi anni del novecento, soprattutto a livello nazionale, a seguito dell'acquisto dell'azienda A. Grondona Comi & C. da parte della Miani e Silvestri, che diverrà per l'appunto OM: Anonima Officine Meccaniche Milano.
Dal 1908 al 1911 l'azienda si distinse per la produzione di 52 locomotive a carbone gruppo FS 470 delle Ferrovie delle Stato Italiane. Nel 1921 per la costruzione, in collaborazione con il Tecnomasio Italiano-Brown-Boveri, delle locomotive elettriche a terza rotaia E.321, destinate alla linea Milano-Varese-Porto Ceresio e alla cosiddetta metropolitana di Napoli.
Tra gli anni '20 e gli anni '40 la OM figura tra i fornitori di rotabili presso le Ferrovie Nord Milano. In particolare, per le locomotive elettriche E.600-E.610 3000 V cc, nonché delle elettromotrici E.700.
Particolarmente attiva nell’ambito della realizzazione di automotrici leggere a nafta produrrà, per conto delle FS, 219 unità del gruppo Aln 772, oltre ad occuparsi della motorizzazione della locomotiva FS R.212, progetto iniziato prima della seconda guerra mondiale e continuato nei decenni successivi.
Dagli anni '50 l'azienda incrementa l'attività nell'ambito delle costruzioni ferroviarie. Dallo stabilimento di Milano escono ulteriori serie di automotrici e locomotive diesel ed elettriche, sviluppate anche per mercato estero. La OM è fra le società partecipanti ai progetti della Metropolitana di Milano, si aggiudica il bando per la fornitura di alcuni treni della linea M1 (costruiti fra il 1962 e il 1969) e dei successivi elettrotreni della linea M2 (tra il 1970 e il 1971).
Nel corso degli anni settanta il settore della OM Ferroviaria viene annesso a quello della Fiat Ferroviaria, che già dal 1967 figurava quale organo a capo dei progetti in tale ambito. Il marchio OM sparisce dai mezzi ferroviari e il sito produttivo di Milano si riduce nel breve ad altro genere di attività, perdendo d'importanza, sino alla sua definitiva chiusura avvenuta nel 1994.

### Carrelli elevatori

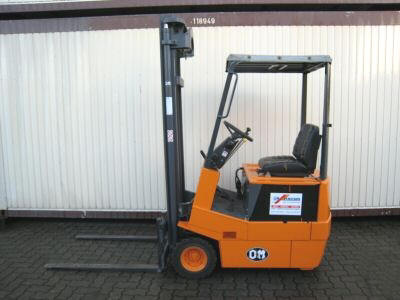
Carrello elevatore OM

La OM aveva, dagli anni trenta, una buona produzione nel settore che riguardava produzione e vendita di attrezzature per il sollevamento merci, in particolare carrelli elevatori.
Dopo la chiusura nel 2011 dello stabilimento di Bari la produzione di carrelli elevatori frontali (elettrici, diesel, gas liquido) e carrelli da magazzino (transpallet, stoccatori, retrattili, commissionatori orizzontali e verticali, trilaterali e trattorini) continua a Luzzara (RE) con il marchio Still. La sede operativa si trova a Lainate (MI). La proprietà è di Kion Group.